# Sông Talas
Sông Talas là một con sông bắt nguồn từ dãy núi Thiên Sơn ở tỉnh Talas của Kyrgyzstan và chảy về phía tây vào Kazakhstan. Nó được hình thành từ hợp lưu của các sông Karakol và Uch-Koshoy. Nó chạy qua thành phố Taraz tại tỉnh Zhambyl của Kazakhstan và biến mất trước khi đến hồ Aydyn.
Trong trận chiến Talas (đặt theo tên dòng sông) vào năm 751, các lực lượng Ả Rập, Turk phối hợp đã đánh bại quân xâm lược nhà Đường ngăn chặn sự mở rộng về phía tây của nhà Đường.